# Емерсон-Франклін
Емерсон-Франклін (англ. Emerson-Franklin) — муніципалітет в Канаді, у провінції Манітоба.

## Населення
За даними перепису 2016 року, муніципалітет нараховував 2537 жителів, показавши зростання на 4%, порівняно з 2011-м роком. Середня густина населення становила 2,6 осіб/км².
З офіційних мов обидвома одночасно володіли 230 жителів, тільки англійською — 2 275, а 10 — жодною з них. Усього 500 осіб вважали рідною мовою не одну з офіційних, з них 10 — одну з корінних мов, а 55 — українську.
Працездатне населення становило 60,8% усього населення, рівень безробіття — 4,5% (7,4% серед чоловіків та 2% серед жінок). 78,6% були найманими працівниками, 21,4% — самозайнятими.
Середній дохід на особу становив $35 996 (медіана $30 485), при цьому для чоловіків — $42 565, а для жінок $29 155 (медіани — $35 456 та $25 216 відповідно).
28,7% мешканців мали закінчену шкільну освіту, не мали закінченої шкільної освіти — 32,5%, 38,8% мали післяшкільну освіту, з яких 19,1% мали диплом бакалавра, або вищий.
| Статево-вікова структура населення | Статево-вікова структура населення | Статево-вікова структура населення | Статево-вікова структура населення | Статево-вікова структура населення |
| ---------------------------------- | ---------------------------------- | ---------------------------------- | ---------------------------------- | ---------------------------------- |
|                                    |                                    |                                    |                                    |                                    |
| Всього                             | Всього                             | 50,1%49,9%                         |                                    |                                    |
| 0 — 14 років                       | 0 — 14 років                       |                                    | 21,9%                              | 21,9%                              |
| 15 — 64 років                      | 15 — 64 років                      |                                    | 60%                                | 60%                                |
| 65 і більше                        | 65 і більше                        |                                    | 18,1%                              | 18,1%                              |
| 85 і більше                        | 85 і більше                        |                                    | 3,2%                               | 3,2%                               |
| Середній вік (років)               | Середній вік (років)               | 40,740,3                           | 40,5                               | 40,5                               |
| Медіана (років)                    | Медіана (років)                    | 42,240,4                           | 41,3                               | 41,3                               |
| — чоловіки — жінки                 |                                    |                                    |                                    |                                    |

| Походження мешканців:     | Походження мешканців:     | Походження мешканців: | Походження мешканців: | Походження мешканців: |
| ------------------------- | ------------------------- | --------------------- | --------------------- | --------------------- |
| Походження                |                           |                       | осіб                  | %                     |
| Корінні американці        | Корінні американці        |                       | 285                   | 12.26%                |
| Інше північноамериканське | Інше північноамериканське |                       | 725                   | 31.18%                |
| Європейське               | Європейське               |                       | 1 760                 | 75.7%                 |
| британське                | британське                |                       | 590                   | 25.38%                |
| французьке                | французьке                |                       | 300                   | 12.9%                 |
| українське                | українське                |                       | 475                   | 20.43%                |
| Карибське                 | Карибське                 |                       | 10                    | 0.43%                 |
| Латинськоамериканське     | Латинськоамериканське     |                       | 10                    | 0.43%                 |
| Африканське               | Африканське               |                       | 25                    | 1.08%                 |
| Азійське                  | Азійське                  |                       | 45                    | 1.94%                 |

| Зайнятість населення за галузями (за класифікацією NOC): | Зайнятість населення за галузями (за класифікацією NOC): | Зайнятість населення за галузями (за класифікацією NOC): | Зайнятість населення за галузями (за класифікацією NOC): | Зайнятість населення за галузями (за класифікацією NOC): |
| -------------------------------------------------------- | -------------------------------------------------------- | -------------------------------------------------------- | -------------------------------------------------------- | -------------------------------------------------------- |
|                                                          |                                                          |                                                          |                                                          |                                                          |
| Управління                                               | Управління                                               |                                                          | 19,1%                                                    | 19,1%                                                    |
| Бізнес, фінанси та адміністрування                       | Бізнес, фінанси та адміністрування                       |                                                          | 16,4%                                                    | 16,4%                                                    |
| Природничі та прикладні науки                            | Природничі та прикладні науки                            |                                                          | 1,8%                                                     | 1,8%                                                     |
| Охорона здоров'я                                         | Охорона здоров'я                                         |                                                          | 6,8%                                                     | 6,8%                                                     |
| Освіта, правозахист, муніципальні та урядові служби      | Освіта, правозахист, муніципальні та урядові служби      |                                                          | 6,8%                                                     | 6,8%                                                     |
| Мистецтво, культура, відпочинок та спорт                 | Мистецтво, культура, відпочинок та спорт                 |                                                          | 0,9%                                                     | 0,9%                                                     |
| Роздрібна торгівля та послуги                            | Роздрібна торгівля та послуги                            |                                                          | 19,1%                                                    | 19,1%                                                    |
| Гуртова торгівля, транспорт та обладнання                | Гуртова торгівля, транспорт та обладнання                |                                                          | 20%                                                      | 20%                                                      |
| Природні ресурси, сільське господарство                  | Природні ресурси, сільське господарство                  |                                                          | 6,4%                                                     | 6,4%                                                     |
| Виробництво                                              | Виробництво                                              |                                                          | 3,2%                                                     | 3,2%                                                     |

## Населені пункти
До складу муніципалітету входять індіанські резервації Розо-Репідс 2A, Розо-Рівер 2, а також хутори, інші малі населені пункти та розосереджені поселення.

## Клімат
Середня річна температура становить 3°C, середня максимальна – 24,3°C, а середня мінімальна – -24°C. Середня річна кількість опадів – 551 мм.
| Клімат поселення                              | Клімат поселення | Клімат поселення | Клімат поселення | Клімат поселення | Клімат поселення | Клімат поселення | Клімат поселення | Клімат поселення | Клімат поселення | Клімат поселення | Клімат поселення | Клімат поселення | Клімат поселення |
| Показник                                      | Січ.             | Лют.             | Бер.             | Квіт.            | Трав.            | Черв.            | Лип.             | Серп.            | Вер.             | Жовт.            | Лист.            | Груд.            |                  |
| Середній максимум, °C                         | −10,98           | −6,96            | 0,52             | 10,64            | 18,87            | 23,75            | 24,30            | 23,26            | 17,94            | 10,69            | 0,26             | −8,95            |                  |
| Середня температура, °C                       | −17,5            | −13,5            | −6               | 4,13             | 12,36            | 17,22            | 19,54            | 18,48            | 13,16            | 5,91             | −4,5             | −13,72           |                  |
| Середній мінімум, °C                          | −24,04           | −20,01           | −12,52           | −2,41            | 5,80             | 10,69            | 14,76            | 13,72            | 8,40             | 1,14             | −9,3             | −18,49           |                  |
| Норма опадів, мм                              | 20               | 13               | 20               | 27               | 70               | 99               | 82               | 73               | 52               | 45               | 30               | 20               |                  |
| Середньомісячна швидкість вітру, м/с          | 4.30             | 4.25             | 4.40             | 4.50             | 4.60             | 4.00             | 3.50             | 3.70             | 4.10             | 4.50             | 4.48             | 4.39             |                  |
| Середньомісячна сонячна радіація, кДж/м²·день | 4391             | 7746             | 12473            | 17028            | 19856            | 20980            | 21611            | 18416            | 12900            | 7671             | 4354             | 3184             |                  |
| --------------------------------------------- | ---------------- | ---------------- | ---------------- | ---------------- | ---------------- | ---------------- | ---------------- | ---------------- | ---------------- | ---------------- | ---------------- | ---------------- | ---------------- |
| Джерело:                                      |                  |                  |                  |                  |                  |                  |                  |                  |                  |                  |                  |                  |                  |